# Pierre Schmidt
Pour les articles homonymes, voir Schmidt.
Pierre Schmidt, né en 1894 à Genève et mort en 1987, est un médecin suisse, défenseur de l'homœopathie hahnemannienne.

## Biographie
Il continua les travaux de médecine en homéopathie après Hahnemann, Hering, Lippe, Kent. C'est aux États-Unis, auprès des disciples de ce dernier, qu'il va recueillir les éléments de la doctrine hahnemannienne dans le but de préparer sa thèse de doctorat en médecine. En 1912, alors étudiant, il fonde la section "Chêne" des éclaireurs suisses
Il est délégué officiel de la Suisse lors du neuvième congrès international de l'homéopathie en 1927.  Il est président d'honneur de la ligue internationale homéopathique et à ce titre participe au premier congrès mondial d’homéopathie à Rio de Janeiro en 1954 invité par le gouvernement brésilien.  Le docteur Pierre Schmidt s'est éteint à Tence (Haute-Loire) dans l'après-midi du 15 octobre 1987. Il était dans sa 94e année.
Il a notamment introduit en 1962 le nosode Carcinosinum, préparation homéopathique destinée à prévenir les maladies, à partir d'un tissu du cancer du sein.

## Œuvres
En dehors de son travail de faire revenir l'homéopathie uniciste des États-Unis, il a également rédigé des traductions :
- La sixième édition de l'Organon.
- Maladies Chroniques de Hahnemann.
- L'art homéopathique de Hahnemann[5]
- Les Lectures de J.T.Kent.
- Les conférences de Kent sous la forme d'un ouvrage intitulé L'Art et la Science de l'Homœopathie.
- Les Cinquante raisons pour être homéopathe de J.C. Burnett.